# Calamuchita
Calamuchita ist eine Ortschaft im Departamento Tarija im südamerikanischen Anden-Staat Bolivien.

## Lage im Nahraum
Calamuchita ist der zweitgrößte Ort des Municipios Uriondo in der Provinz José María Avilés. Die Ortschaft liegt auf einer Höhe von 1688 m am rechten, östlichen Ufer des Río Camacho.

## Geographie und Klima
Calamuchita liegt im südlichen Bolivien an den Ostabhängen der östlichen Anden-Gebirgskette am Übergang zum Bergland östlich der bolivianischen Anden und dem Tiefland des Gran Chacos.
Die mittlere Durchschnittstemperatur der Region liegt bei 19 °C (siehe Klimadiagramm Tarija), die monatlichen Durchschnittstemperaturen schwanken zwischen 14 °C im Juni und Juli und 22 °C im Dezember bis März. Der Jahresniederschlag beträgt etwa 550 mm, bei einer ausgeprägten Trockenzeit von April bis Oktober mit Monatsniederschlägen zwischen 0 und 30 mm, und einer Feuchtezeit von Dezember bis Februar mit Monatsniederschlägen von etwa 120 mm.

## Bevölkerung
Die Einwohnerzahl der Ortschaft ist in den vergangenen beiden Jahrzehnten deutlich angestiegen:
| Jahr | Einwohner         | Quelle       |
| ---- | ----------------- | ------------ |
| 1992 | keine Detaildaten | Volkszählung |
| 2001 | 974               | Volkszählung |
| 2012 | 1 228             | Volkszählung |
| 2024 |                   | Volkszählung |

## Verkehrsnetz
Calamuchita liegt in südlicher Richtung in einer Entfernung von 30 Straßenkilometern von Tarija, der Hauptstadt des Departamentos.
Von der Hauptstadt Tarija aus führt die asphaltierte Nationalstraße Ruta 1 nach Südosten in Richtung Padcaya und Bermejo. Nach siebzehn Kilometern zweigt von der Hauptstraße eine asphaltierte Landstraße nach Westen ab, überquert nach fünf Kilometern das Tal des Río Guadalquivir und erreicht nach weiteren drei Kilometern die zentrale Ortschaft des Municipios, Valle de Concepción. Vom Ortskern aus überquert eine Nebenstraße in östlicher Richtung den Río Camacho und führt über das fünf Kilometer entfernte Calamuchita weiter nach Muturayo.